# 湯米·雷蒙傑索
小托马斯·埃桑·“汤米”·雷门格绍（英語：Thomas Esang "Tommy" Remengesau Jr.；1956年2月28日—），曾任帛琉總統，出生於科羅爾。美國密西根州大峽谷州立大學學士。

## 經歷
雷蒙傑索於1983年到1988年間擔任參議員，他第一次當選時只有27歲，是帛琉至今最年輕的參議員，1993年中村國雄總統時代擔任副總統一職，2000年參選帛琉總統，以5596票（52%）當選帛琉共和國總統，2001年1月1日就職。2004年11月2日競選連任，以6494票（65%）連任。2012年第三度當選，2013年1月1日就任。
雷蒙傑索自2001年4月頭一次訪問日本以後，便頻繁地訪問日本。2005年7月訪日前，雷蒙傑索曾對時任日本首相小泉純一郎以首相身份參拜靖國神社一事表示支持。他在任內多次訪問中華民國（台灣），2004年11月訪問了台灣並於總統府與陳水扁總統會面，並曾於2007年1月再次訪台，去過台北新光醫院做健康檢查。他在2013年第二次上台之後，於2016年訪台，是蔡英文就任總統之後第一位接見的外國元首，於2018年11月訪台四天，得到蔡英文總統歡迎。
2020年届满卸任。2024年11月，雷蒙傑索参加了2024年帛琉總統選舉，但不敌时任总统惠恕仁，宣告落败。
雷蒙傑索之父湯瑪士·雷蒙傑索（人稱「老雷蒙傑索」）曾擔任過兩次帛琉總統，第一次是哈魯奧·雷梅利克於1985年6月30日遇刺後擔任過兩天代理總統，直到同年7月2日副總統阿方索·奧伊特龍回國就職。第二次是拉扎勒斯·薩利於1988年8月20日開槍自殺後，他由副總統轉成正總統，以第4任總統的身份完成薩利剩下的任期，直到1993年任滿退休。他去世後，中華民國政府向時任總統，他的長子小湯米·雷蒙傑索及家屬發唁電，蔡英文總統派外交部部長吳釗燮以總統特使身分赴帛琉出席葬禮。

## 外部連結
- 湯米·雷蒙傑索官方資料
- 湯米·雷蒙傑索的X（前Twitter）

| 官衔            | 官衔                      | 官衔                     |
| --------------- | ------------------------- | ------------------------ |
| 前任： 陶瑞賓   | 帛琉總統 2013年－2021年   | 繼任： 惠恕仁            |
| 前任： 中村國雄 | 帛琉總統 2001年－2009年   | 繼任： 陶瑞賓            |
| 前任： 中村國雄 | 帛琉副總統 1993年－2001年 | 繼任： 桑德拉·皮耶兰托齐 |